# Bejrútské mezinárodní letiště Rafíka Harírího
Bejrútské mezinárodní letiště Rafíka Harírího (arabsky: مطار بيروت رفيق الحريري الدولي), dříve Bejrútské mezinárodní letiště, (IATA: BEY, ICAO: OLBA) je mezinárodní letiště, nacházející se asi 9 kilometrů jižně od centra libanonského hlavního města Bejrút. Otevřeno bylo 23. dubna 1954 a k roku 2013 je jediným libanonským komerčním letištěm. Je pojmenováno na počest zavražděného libanonského premiéra Rafíka Harírího, který zahynul v roce 2005.